# Mae Nam Ing
Der Mae Nam Ing (Thai: แม่น้ำอิง), oder nur Ing, ist ein Zufluss des Mekong in Nord-Thailand.
Er entspringt im Phi Pan Nam-Gebirge und fließt bei Phayao durch den Phayao-See.
Der Ing ist etwa 300 km lang und bildet einen verflochtenen Fluss, der je nach Jahreszeit in unterschiedlichen Flussbetten fließen kann. Während der Regenzeit, die von Mai bis Oktober reicht, führt der Ing viel Wasser und viele Fischarten kommen aus dem Mekong zum Laichen. Hierfür eignen sich die nahen und oft überfluteten Regenwälder hervorragend. Mit dem Einsetzen der trockenen Jahreszeiten kehren die Fische wieder in den Mekong zurück. Diese Lebensweise hat auch die der Menschen am Ing beeinflusst, die regen Fischfang betreiben. Dabei nutzen sie Hunderte kleiner Teiche, in die sie die Fische locken und fangen.